# 第二軍團 (羅馬尼亞)
第2軍團是羅馬尼亞陸軍在第一次世界大戰中成立的的一個單位，組建於1916年8月18日。

## 沿革

### 第一次世界大戰
第2軍團是羅馬尼亞於1916年秋季向特蘭西瓦尼亞發動攻擊的主力之一 ，但在隨後的戰鬥中遭到同盟國痛擊，絕大部分的國土遭到佔領，最後只能退守摩爾達維亞地區。
如同大部分的羅馬尼亞部隊，第2軍團在法國顧問亨利·貝特洛的主導下，在1916年秋季到冬季間歷經了艱困的重組與現代化。由於惡劣的天候及落後的基礎建設，同盟國軍直到1917年夏季才準備好發動新一波攻勢，羅馬尼亞在俄國援助下也決定發動反攻，由第1軍團在納莫羅阿薩、第2軍團在默勒什蒂發動雙重攻勢，目標是圍殲德軍的第9軍團 (德意志帝国)。儘管第1軍團的攻擊臨時取消，第2軍團仍在默勒什蒂戰役戰役中取得戰術勝利，在7月22日到8月1日的戰鬥中打開了30公里寬的缺口，並推進了20公里 。德軍主帥馬肯森在8月6日發動反擊，爆發了默勒謝什蒂戰役。第2軍團在接下來的一個月中成功擋下了德軍反攻；到9月8日時，雙方的預備隊皆已耗盡，第2軍團失去了27,000人，包含610名軍官，而德軍則損失了47,000人。羅馬尼亞士兵在戰鬥中的口號是「他們絕不能通過」（Pe aicea nu se trece）。
與此同時，同盟國軍在歐伊圖茲山谷也發動攻擊（歐伊圖茲戰役），從8月8日持續到8月20日，最終仍以第2軍團的成功防禦結束，同盟國方面仍無法突破特羅圖什河谷。
在羅馬尼亞簽訂《布加勒斯特條約》後，第2軍團於1918年6月1日宣告解散。

### 二戰、冷戰至當代
第2軍團在二次大戰期間曾短暫的成立，但幾乎沒有實際參戰，並於1947年6月再次解散，下轄部隊轉交給新成立、位於布加勒斯特的第2軍區，絕大多數的羅馬尼亞軍隊也接受了類似的改編。1960年5月4日，第2軍區改組為第2軍團指揮部，其司令部也在1980年移動至布澤烏。2000年，第2軍團司令部再次改編為聯合作戰指揮部，翌年改稱作戰指揮部；但到2003年，作戰指揮部恢復為第2聯合作戰指揮部，為陸軍軍級單位，並以亞歷山德魯·阿維雷斯庫元帥命名；2008年時縮編為師級單位。2010年，亞歷山德魯·阿維雷斯庫第2聯合作戰司令部轉型為第2步兵師「蓋提卡」（Getica），由原先的第1師與第4師合編而成，並繼承了第2軍團的歷史。

## 主要指揮官
| 指揮官                                       | 照片 | 就任日期       | 卸任日期       |
| -------------------------------------------- | ---- | -------------- | -------------- |
| 亞歷山德魯·阿維雷斯庫 Alexandru Averescu     |      | 1916年8月15日  | 1916年8月25日  |
| 格利戈雷·克萊尼切亞努 Grigore C. Crăiniceanu |      | 1916年8月25日  | 1916年9月25日  |
| 亞歷山德魯·阿維雷斯庫 Alexandru Averescu     |      | 1916年9月25日  | 1917年11月27日 |
| 阿圖爾·沃伊托伊安努 Artur Văitoianu          |      | 1917年11月27日 | 1918年6月1日   |